# Erich Linnhoff
Erich Linnhoff   (Kostrzyn nad Odrą, 23 d'abril de 1914 - Berlín, 22 de desembre de 2006) va ser un atleta alemany, especialista en els 400 metres, que va competir durant la dècada de 1930.
En el seu palmarès destaquen dues medalles al Campionat d'Europa d'atletisme de 1938. D'or en els 4x400 metres, formant equip amb Hermann Blazejezak, Manfred Bues i Rudolf Harbig; i de bronze en els 400 metres. El 1937 i 1938 fou campió nacional dels 400 metres i el 1938, 1940 i 1941 del 4x400 metres. El 1938 va aconseguir el rècord nacional dels 400 metres amb un temps de 47,3".

## Millors marques
- 400 metres. 47.3" (1938)
- 800 metres. 1' 52.3" (1937)[4]